# Sümegi Bazaltbánya megállóhely
Sümegi Bazaltbánya megállóhely a MÁV által üzemeltetett, Veszprém vármegyei vasúti megállóhelyek egyike, Sümeg településen.
A város központjától bő három kilométerre délre helyezkedik el, a névadó, Bazaltbányatelep nevű külterületi településrész keleti részén; megközelítését csak egy számozatlan, alsóbbrendű út biztosítja a Sümegprágára vezető 73 159-es számú mellékút felől.

## Vasútvonalak
A megállóhelyet az alábbi vasútvonalak érintik:
- Balatonszentgyörgy–Tapolca–Ukk-vasútvonal

## Kapcsolódó állomások
A megállóhelyhez az alábbi állomások vannak a legközelebb:
- Sümeg vasútállomás (Balatonszentgyörgy–Tapolca–Ukk-vasútvonal)
- Uzsa vasútállomás (Balatonszentgyörgy–Tapolca–Ukk-vasútvonal)

## Forgalom
| Járat        | Útvonal | Gyakoriság                           |
| ------------ | --- | ------------------------------------ |
| személyvonat | Ukk – Gógánfa – Zalagyömörő – Sümeg – Sümegi Bazaltbánya – Uzsa – Uzsabánya alsó – Tapolca – Raposka – Balatonederics (← Becehegy) – Balatongyörök – Vonyarcvashegy – Gyenesdiás – Alsógyenes – Keszthely                                                                               | Napi 1 pár                           |
| személyvonat | Ukk – Gógánfa – Zalagyömörő – Sümeg – Sümegi Bazaltbánya – (Uzsa →) Uzsabánya alsó – Tapolca | Napi 2 Tapolca felé, napi 1 Ukk felé |
| személyvonat | Celldömölk – Nemeskocs – Boba – Kemenespálfa – Jánosháza – Nemeskeresztúr – Rigács – Ukk – Gógánfa – Zalagyömörő – Sümeg – Sümegi Bazaltbánya (← Uzsa) – Uzsabánya alsó – Tapolca – (Raposka →) – Balatonederics – Balatongyörök – Vonyarcvashegy – Gyenesdiás – Alsógyenes – Keszthely | Napi 1 pár                           |